# ラファエル・キルヒナー
ラファエル・キルヒナー（Raphael Kirchner、1875年5月5日 - 1917年8月2日）はオーストリア生まれの画家、イラストレーターである。アール・ヌーヴォーのスタイルやピンナップのスタイルで女性を描いた。

## 略歴
ウィーンで生まれた。ウィーン美術アカデミーで絵画、彫刻、デザインを学び、パリやロンドンでも学んだ。1900年にパリに移り、雑誌「ラ・ヴィ・パリジェンヌ(La Vie parisienne）」や書籍の挿絵画家として働いた。「ラ・ヴィ・パリジェンヌ」はエロチックな挿絵を特徴とする雑誌であり、キルヒナーはこの雑誌の主要なイラストレーターの一人となった。日本趣味の一連の絵画「芸者」なども描いた。アール・ヌーヴォーの画家、アルフォンス・ミュシャやカーロイ・ヨージャ(Károly Józsa)と交流し、ヨージャとは絵葉書を共同で出版した。
第一次世界大戦が始まると1914年にキルヒナーはアメリカ合衆国に移り、1917年に亡くなるまでアメリカで活動した。オーストリア生まれで、メトロポリタン・オペラの美術監督を務めたジョゼフ アーバン(Joseph Urban)に、劇場プロデューサーのチャールズ・ディリンガムと舞台監督のフローレンツ・ジーグフェルド・ジュニアに紹介され、ニューヨークのセンチュリー・シアターの室内装飾の仕事や衣装デザインの仕事もした。虫垂炎の手術の後にニューヨークの病院で死去した
。42歳であった。

## 作品

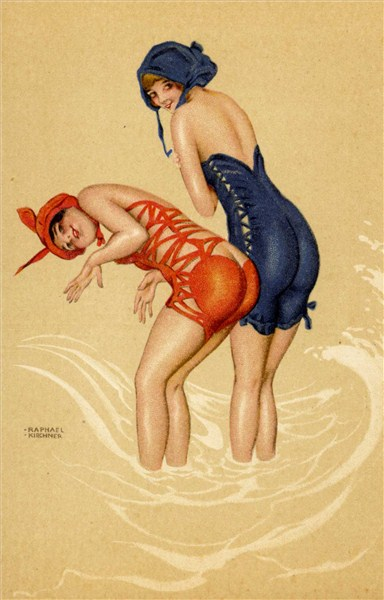
花盛りな海（絵葉書）
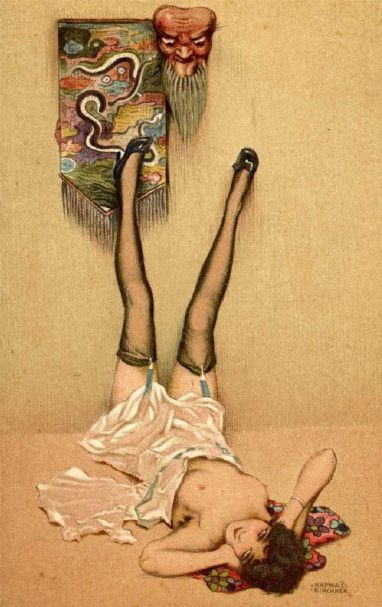
Le Masque impassible
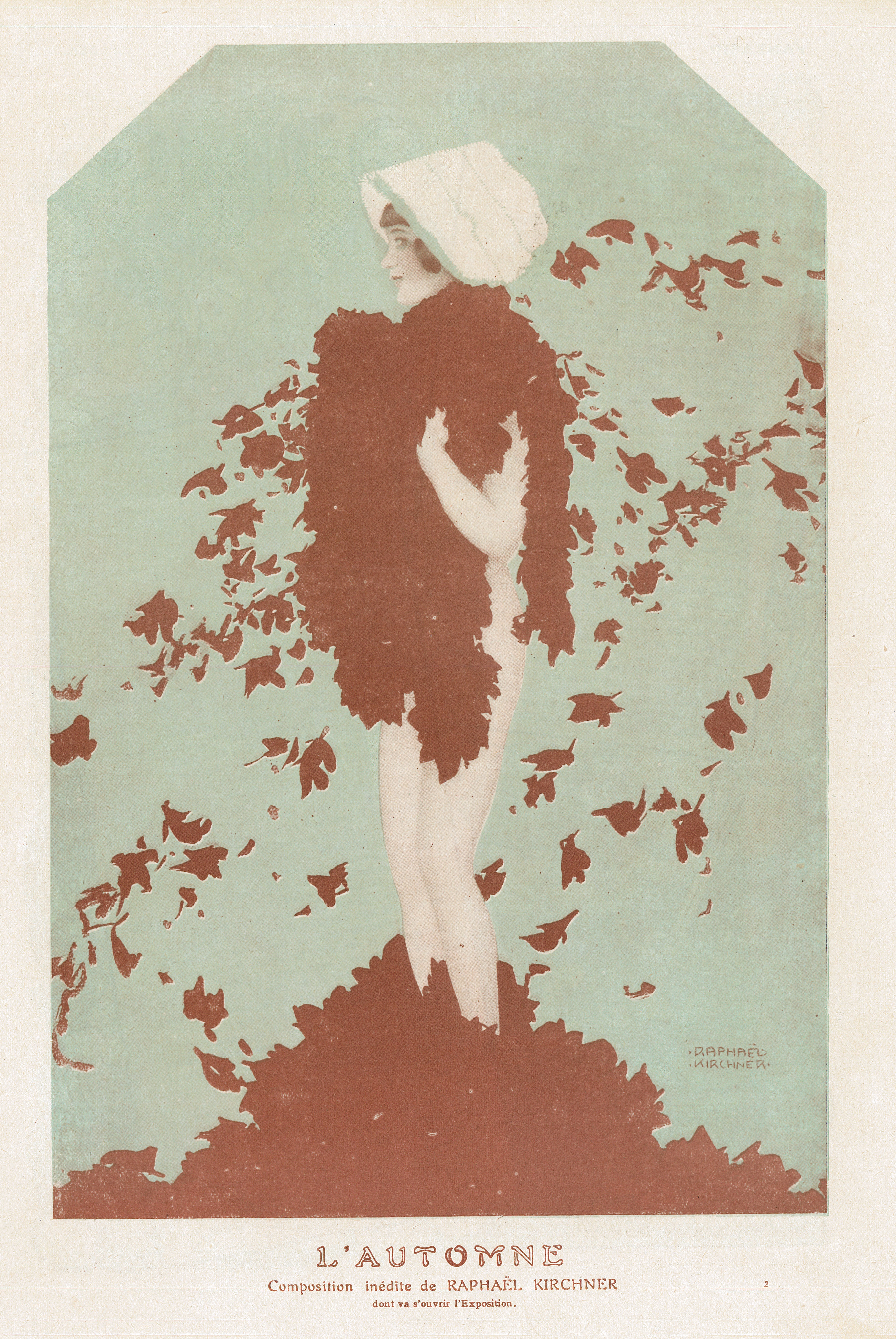
秋　(1912)
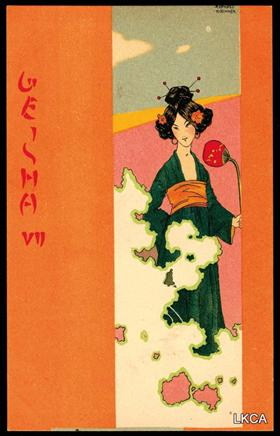
芸者
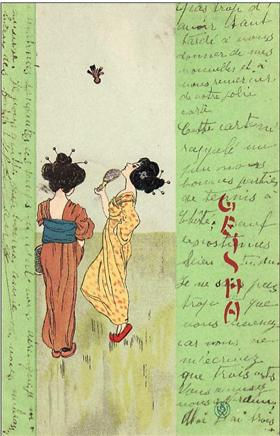
芸者
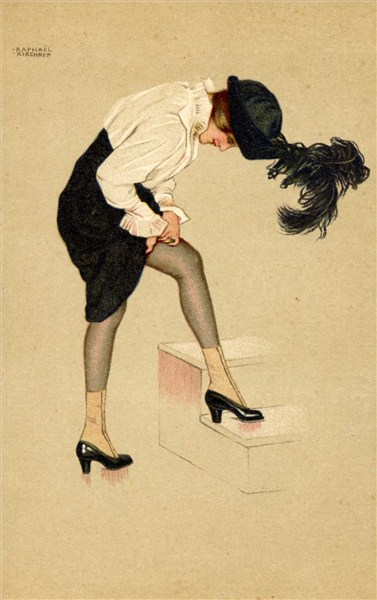
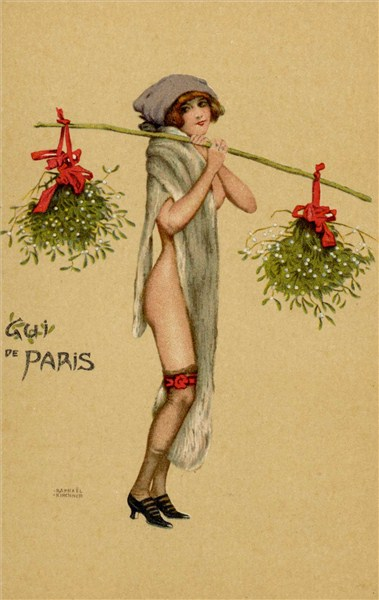
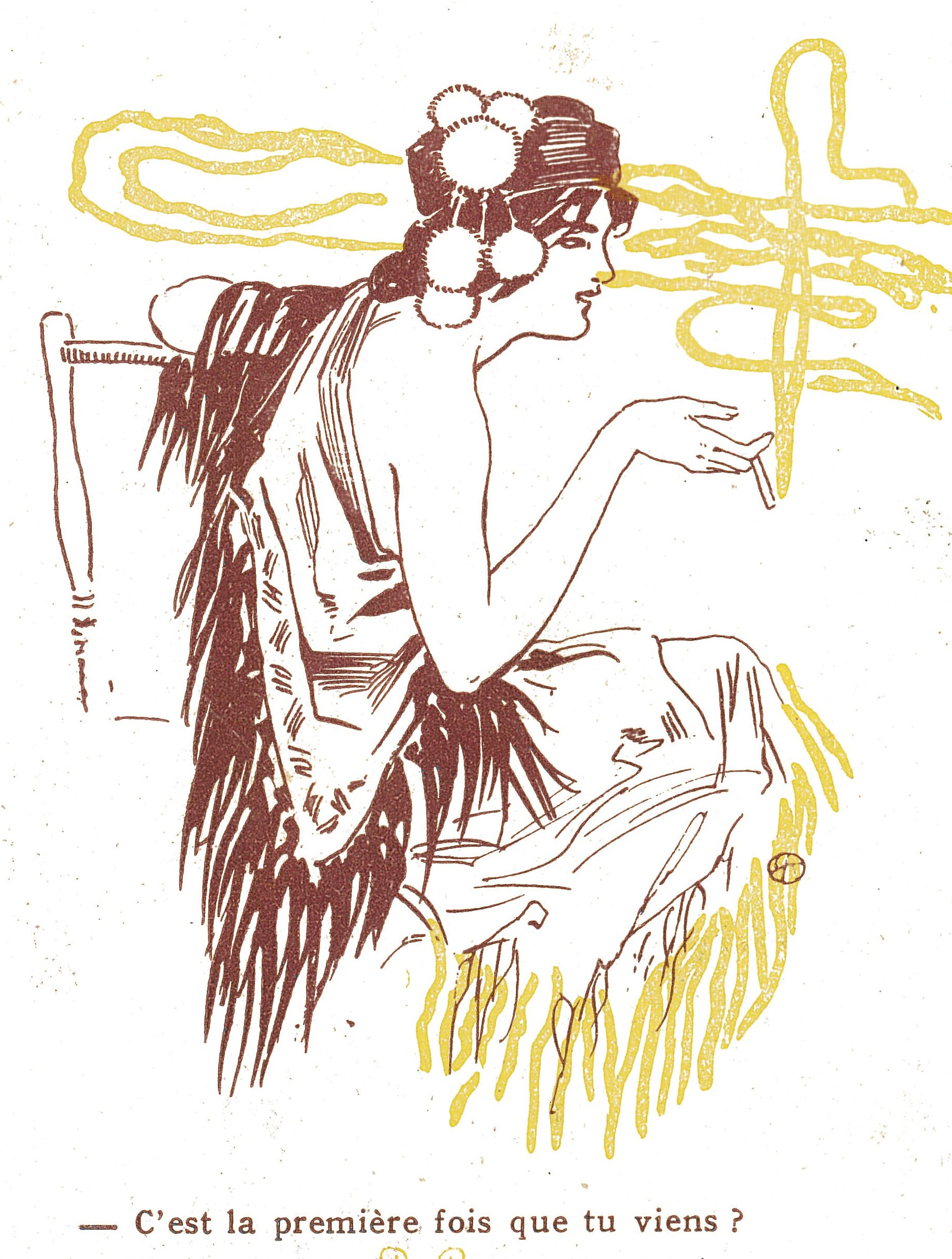
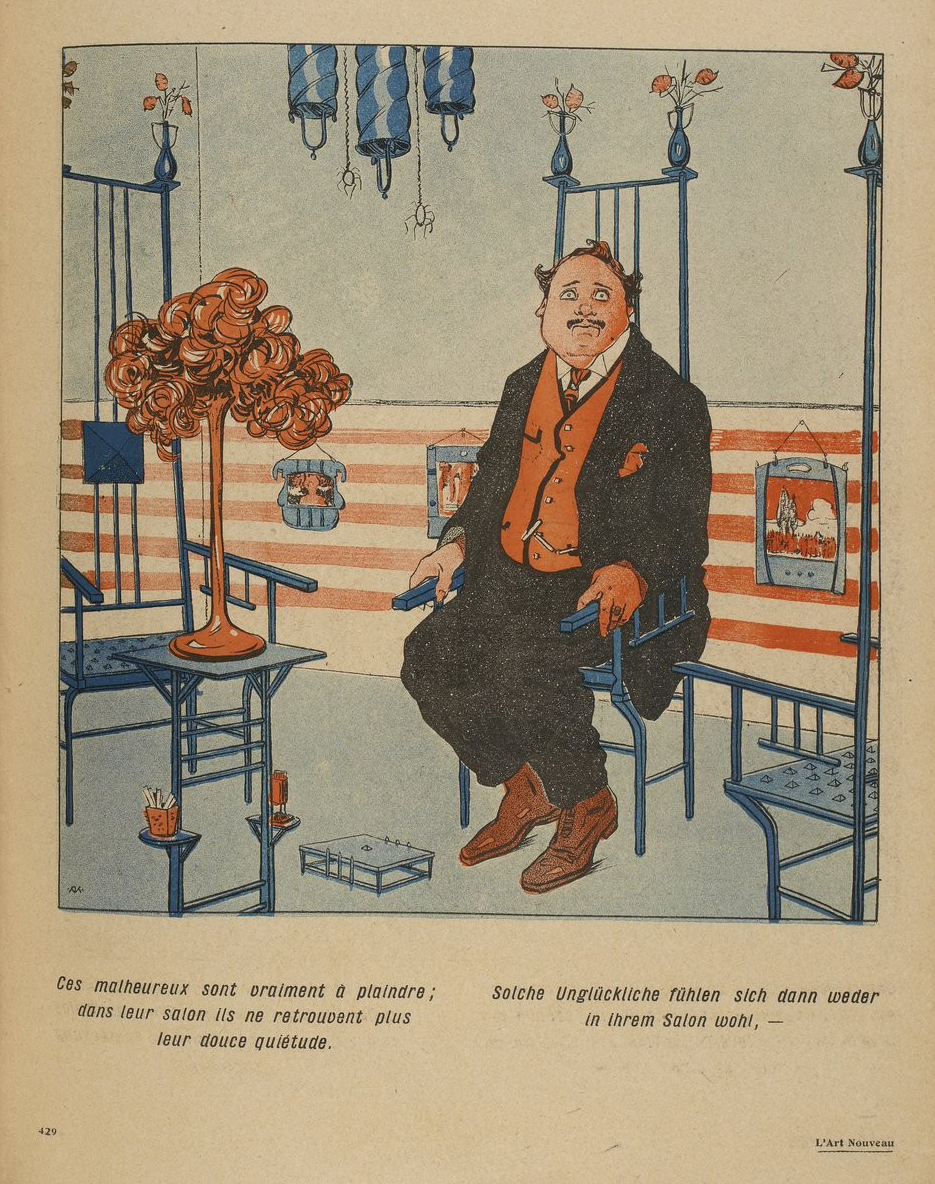
ラシエット・オ・ブールの挿絵
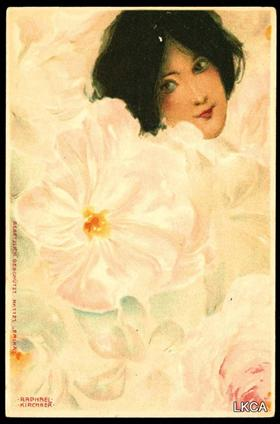